# Molophilus (Molophilus) parvistylus
Molophilus (Molophilus) parvistylus is een tweevleugelige uit de familie steltmuggen (Limoniidae). De soort komt voor in het Australaziatisch gebied.